# Franz Reichleitner
Franz Karl Reichleitner (2. prosince 1906 Ried im Traunkreis – 3. ledna 1944, Fiume) byl rakouský Hauptsturmführer a člen Waffen-SS během druhé světové války.

## Kariéra
V roce 1936 vstoupil do NSDAP, jeho členské číslo bylo 6 369 213. O rok později, v roce 1937 vstoupil do svazků Zbraní SS jako člen s číslem 357 065. Svou kariéru zahájil na místním oddělení gestapa v Linci. Později byl zařazen do Akce T4 na zámku Hartheim. Nejprve zde společně s Franzem Stanglem sloužil jako asistent hlavního vedoucího Christiana Wirtha, později tuto pozici po Wirthovi převzal. Dne 1. září 1942 byl odeslán do vyhlazovacího tábora pro Židy v Sobiboru, kde převzal velení. Na velícím místě nahradil svého známého Stangla, který byl odvelen do vyhlazovacího tábora Treblinka. V táboře se ukazoval jen zřídka. I přes to v táboře panoval daleko přísnější režim, než za jeho předchůdce.
Trpěl alkoholismem a v alkoholu utápěl svou odpovědnost za to, čeho byl svědkem. Vždy se oblékal velmi elegantně a vždy nosil rukavice. Neměl přímý kontakt s Židy z transportů, tomu se vyhýbal. Věděl, že se může spolehnout na své loajální podřízené, kteří se ho báli. Vyhlazovací tábor vedl s německou precizností, i když byl rakouské národnosti. Každý transport, který dorazil, byl ještě tentýž den zlikvidován. Za jeho působení tábor spolehlivě fungoval.
Dne 12. února 1943 tábor osobně navštívil Heinrich Himmler a Reichleitnera povýšil. Himmler dal také pokyn k ještě většímu zabezpečení tábora druhým ostnatým drátem a po obvodu tábora nechal udělat minová pole (Sobibor byl jediným táborem za druhé světové války, kde toto opatření bylo), přesto když byl Reichleitner na dovolené, tak dne 14. října 1943 došlo v táboře ke vzpouře. Z celkového počtu 600 vězňů se podařilo utéci téměř polovině vězňů. Ti, kterým se nepodařilo prchnout, byli zastřeleni na přímý rozkaz Heinricha Himmlera. V následujících dnech byl tábor uzavřen, zbourán a o jeho existenci se nemělo vědět. Na místě původního tábora došlo k obnově přírody. Po uzavření Sobiboru, na podzim roku 1943, byl Reichleitner jako většina důstojníků z Operace Reinhard odeslán do Itálie do boje proti místním partyzánům a k vraždění Židů. Dne 3. ledna 1944 byl zabit partyzány.